# آنا ماري كوكس
آنا ماري كوكس (بالإنجليزية: Ana Marie Cox) (و. 1972  م) هي مراسلة، وروائية، ومقدمة برامج إذاعية، وصحفية، ومدونة صوتية، ومدونة، وكاتِبة أمريكية، ولدت في سان خوان، بورتوريكو.

## التعليم
تعلمت في جامعة شيكاغو
.